# Maximilienne
Henriette Adeline Genty dite Maximilienne, née le 28 novembre 1884 à Paris 11e et morte le 28 août 1978 à Nice, est une actrice française de seconds rôles. Dans ses premiers films, elle figure parfois au générique sous le nom de « Maximilienne Max ».

## Biographie
Après un peu de théâtre, le cinéma s'intéresse à elle en 1925 où elle apparait dans Les Aventures de Robert Macaire de Jean Epstein. Très remarquée parmi les seconds couteaux, elle joue souvent le rôle d'une vieille fille sans âge, sèche, squelettique et peu aimable, longue comme un jour sans pain au visage chevalin, très « coincée ». Le parlant l'exploite sans modération, une cinquantaine d'apparitions entre 1931 et 1959, elle connait plusieurs générations d'acteurs de Raimu à Jean Lefebvre en passant par Fernandel.
Elle a fréquenté la troupe d'acteurs marseillais de Marcel Pagnol avec lesquels elle a un peu tourné : Raimu, Dullac, Charpin, Charblay, Robert Vattier… On se souvient d'elle comme 
« Mlle Angèle », la vieille fille taquinée par l'instituteur Robert Bassac dans La Femme du boulanger de Marcel Pagnol (1938). Alors que la femme adultère retourne dans le village, auprès de son mari trompé, en catimini, juchée sur un âne, Mlle Angèle veut être présente dehors, « je tiens à voir le triste retour de la pécheresse (...) s'il suffit d'être une femme perdue pour être la reine d'un village ! Alors à quoi ça sert la vertu ? ».
Après une belle longévité cinématographique, elle se retire en 1960 et meurt à 93 ans.
Elle est inhumée dans le cimetière Saint-Roch à Romorantin-Lanthenay.

## Filmographie partielle
- 1931 : À nous la liberté de René Clair
- 1932 : Les Vignes du Seigneur de René Hervil : Tante Aline
- 1932 : Pour un sou d'amour de Jean Grémillon : Mathilde
- 1932 : L'Âne de Buridan d'Alexandre Ryder
- 1933 : Six Cent Mille Francs par mois de Léo Joannon : Madame Brochet
- 1933 : La Guerre des valses de Ludwig Berger : une dame d’honneur
- 1933 : Les Surprises du divorce de Jean Kemm
- 1933 : Étienne de Jean Tarride
- 1934 : Incognito de Kurt Gerron
- 1934 : Chourinette d'André Hugon
- 1934 : Liliom de Fritz Lang : Mme Menoux
- 1934 : Maria Chapdelaine de Julien Duvivier : Azelma Larouche
- 1934 : On a trouvé une femme nue de Léo Joannon : Irène
- 1934 : Tartarin de Tarascon de Raymond Bernard : Mme Ladevèze
- 1934 : Minuit, place Pigalle de Roger Richebé : Louise
- 1935 : Mademoiselle Mozart de Yvan Noé : Mme Lecourtois
- 1935 : Amants et Voleurs de Raymond Bernard
- 1936 : Mes tantes et moi de Yvan Noé : Tante Julie
- 1936 : Coup de vent de Jean Dréville et Giovacchino Forzano : Cornélie
- 1937 : L'Homme de nulle part de Pierre Chenal : la tante Scholastique
- 1938 : Prison sans barreaux de Léonide Moguy : Mme Appel
- 1938 : Un de la Canebière de René Pujol :  La vraie tante Clarisse
- 1938 : Mon curé chez les riches de Jean Boyer : Une dame patronnesse
- 1938 : La Femme du boulanger de Marcel Pagnol : Mlle Angèle
- 1940 : Cavalcade d'amour de Raymond Bernard
- 1940 : L'Empreinte du dieu de Léonide Moguy
- 1941 : Parade en sept nuits de Marc Allégret : la gouvernante
- 1942 : Cartacalha, reine des gitans de Léon Mathot
- 1942 : Simplet de Fernandel : Mlle Aimée, l’institutrice
- 1942 : L'assassin habite au 21 de Henri-Georges Clouzot : Mlle Cuq, la romancière
- 1943 : Au Bonheur des Dames d'André Cayatte : Mme Cabin
- 1943 : Picpus de Richard Pottier : Mme Bertaud
- 1944 : La Collection Ménard de Bernard Roland : Mlle Ménard
- 1946 : Cœur de coq de Maurice Cloche : Mme Estelle, la pharmacienne
- 1946 : Sérénade aux nuages d'André Cayatte
- 1947 : Monsieur Vincent de Maurice Cloche
- 1948 : Clochemerle de Pierre Chenal : Justine Putet
- 1948 : L'Armoire volante de Carlo Rim : la commandante de l’Armée du salut
- 1949 : Dernière Heure, édition spéciale de Maurice de Canonge : Mlle Thomasson
- 1949 : Le Trésor de Cantenac de Sacha Guitry : Blandine, la petite-fille du centenaire
- 1950 : Plus de vacances pour le Bon Dieu de Robert Vernay : la tante Faguet
- 1950 : Tête blonde de Maurice Cam : Mme Rabichou
- 1950 : Studio à louer de Jean-Louis Bouquet
- 1951 : Adhémar ou le Jouet de la fatalité de Fernandel (scénario de Sacha Guitry) : la sœur du marquis
- 1951 : Musique en tête de Georges Combret et Claude Orval
- 1951 : Monsieur Octave de Maurice Boutel
- 1952 : Drôle de noce de Léo Joannon
- 1954 : Le Congrès des belles-mères d'Émile Couzinet : Madame Moucaille
- 1954 : La Cage aux souris de Jean Gourguet
- 1955 : French Cancan de Jean Renoir : la première cliente mécontente
- 1956 : La Famille Anodin (série télévisée)
- 1958 : Premier mai de Luis Saslavsky : une religieuse
- 1959 : Fric frac en dentelles de Guillaume Radot : Mme Mouilletu
- 1959 : Énigme aux Folies Bergère de Jean Mitry : Mme Rosenthal

## Théâtre
- 1929 : Topaze de Marcel Pagnol, tournée Karsenty,  la baronne Pitart-Vergniolles
- 1937 : Show Boat d'Oscar Hammerstein II et Jerome Kern, adaptation française d'Alexandre Fontanes et Lucien Boyer, Théâtre du Châtelet : Parthénia
- 1937 : Pamplemousse d'André Birabeau, Théâtre Daunou, Théâtre des Célestins
- 1940 : Ce coquin de soleil opérette de Raymond Vincy, mise en scène René Pujol, Théâtre des Célestins
- 1949 : Le Légataire universel de Jean-François Regnard, mise en scène Georges Douking, Théâtre des Célestins